# Maxime Mignon
Maxime Mignon (Wezet, 17 augustus 1990) is een Belgisch voetballer die sinds 2015 uitkomt voor RFC Seraing. Mignon speelt op de positie van doelman.

## Carrière
Als doelman was Mignon tot 2015 actief in de provinciale reeksen bij AS Houtain Milanello waar hij opviel en zo in de belangstelling kwam van clubs uit de hogere nationale reeksen. Hij werd uitgenodigd voor een testperiode bij tweedenationaler RFC Seraing, Mignon kon de club uiteindelijk overtuigen van zijn kwaliteiten waarna een officiële overstap volgde. Hij debuteerde op 7 augustus 2015 in de uitwedstrijd tegen KSV Roeselare als basisspeler. Mignon wist meteen zijn netten schoon te houden, hij had hiermee een belangrijk aandeel in de 0-2 overwinning van zijn team. Vanaf het seizoen 2016/17 kwam hij met Seraing uit in de eerste klasse amateurs. In de komende jaren bleef Mignon actief bij Seraing als eerste doelman van het elftal. In het seizoen 2019/20 trok de club de ervaren Belgische doelman Olivier Werner aan, Mignon werd vanaf dit moment tweede doelman achter Werner. De club wist dat seizoen te promoveren naar de eerste klasse B, de op één na hoogste afdeling in België. In het seizoen 2020/21 werd Mignon tweede doelman achter de jonge Franse doelman Guillaume Dietsch. Op het eind van het seizoen dwong de club de promotie af naar het hoogste niveau.

## Statistieken
| Seizoen         | Club            | Land            | Competitie             | Competitie | Competitie | Beker | Beker | Supercup | Supercup | Europees | Europees | Totaal | Totaal |
| Seizoen         | Club            | Land            | Competitie             | Wed.       | Dlp.       | Wed.  | Dlp.  | Wed.     | Dlp.     | Wed.     | Dlp.     | Wed.   | Dlp.   |
| --------------- | --------------- | --------------- | ---------------------- | ---------- | ---------- | ----- | ----- | -------- | -------- | -------- | -------- | ------ | ------ |
| 2015/16         | RFC Seraing     | Vlag van België | Tweede klasse          | 13         | 0          | 0     | 0     | —        | —        | —        | —        | 13     | 0      |
| 2016/17         | RFC Seraing     | Vlag van België | Eerste klasse Amateurs | 26         | 0          | 0     | 0     | —        | —        | —        | —        | 26     | 0      |
| 2017/18         | RFC Seraing     | Vlag van België | Eerste klasse Amateurs | 29         | 0          | 0     | 0     | —        | —        | —        | —        | 29     | 0      |
| 2018/19         | RFC Seraing     | Vlag van België | Eerste klasse Amateurs | 24         | 0          | 0     | 0     | —        | —        | —        | —        | 24     | 0      |
| 2019/20         | RFC Seraing     | Vlag van België | Eerste klasse Amateurs | 3          | 0          | 1     | 0     | —        | —        | —        | —        | 4      | 0      |
| 2020/21         | RFC Seraing     | Vlag van België | Eerste klasse B        | 2          | 0          | 2     | 0     | —        | —        | —        | —        | 4      | 0      |
| 2021/22         | RFC Seraing     | Vlag van België | Eerste klasse A        | 0          | 0          | 0     | 0     | —        | —        | —        | —        | 0      | 0      |
| Carrière totaal | Carrière totaal | Carrière totaal | Carrière totaal        | 97         | 0          | 3     | 0     | 0        | 0        | 0        | 0        | 100    | 0      |

Bijgewerkt op 2 juli 2021.
1 Galjé ·
2 Sylla ·
4 Tshibuabua ·
6 Cachbach ·
8 Kilota ·
9 Elisor ·
10 Marius ·
11 Abanda ·
12 Bernier ·
14 Guillaume ·
15 Lahssaini ·
16 Martin ·
18 Poaty ·
20 Ba ·
21 Sambu ·
23 Lepoint ·
30 Dietsch ·
34 Trémoulet ·
35 Conceição ·
40 Opare ·
52 Serwy ·
53 D'Onofrio ·
61 Silini ·
67 Renzulli ·
70 Solheid ·
Coach: Jeunechamps